# Puig dels Llops
El Puig dels Llops és una muntanya de 1.486 metres que es troba al municipi de la Vall d'en Bas, a la comarca catalana de la Garrotxa.